# Leonardo Zappavigna
Leonardo Zappavigna (ur. 27 października 1987) – australijski bokser kategorii superlekkiej.

## Kariera amatorska
W 2006 zdobył brązowy medal na igrzyskach Wspólnoty Narodów w Melbourne. Rywalizację rozpoczął od zwycięstwa nad Mitchem Prince'm, pokonując go na punkty (33:13). W pojedynku 1/8 finału igrzysk pokonał na punkty (34:15) Gomotsanga Gassitę. W ćwierćfinale pokonał na punkty reprezentanta Tanzanii Karimu Matumlę, zapewniając sobie miejsce na podium w kategorii lekkopółśredniej. W półfinale przegrał przed czasem w trzeciej rundzie z Frankiem Gavinem.

## Kariera zawodowa
Na zawodowym ringu zadebiutował jeszcze w 2006. Do 2011 był zawodnikiem niepokonanym, mającym m.in. w dorobku mistrzostwo świata mniej znaczącej organizacji IBO. 12 marca 2011 poniósł pierwszą porażkę w zawodowej karierze, przegrywając z Miguelem Vázquezem w pojedynku o mistrzostwo świata IBF w kategorii lekkiej. W sierpniu 2011 poniósł drugą porażkę z rzędu, przegrywając z Panamczykiem Ammethem Diazem.